# Miguel Alonso Pesquera
Miguel Alonso Pesquera (Sardón de Duero, 1 de septiembre de 1842-Madrid, 15 de febrero de 1887) fue un político español.

## Biografía
Nació el 1 de septiembre de 1842 en la localidad de Sardón de Duero. Era hijo de Millán Alonso del Barrio, que fue en 1835 uno de los primeros diputados provinciales de Valladolid; su hermano mayor Eusebio también fue diputado provincial.
Licenciado en Derecho en la Universidad de Zaragoza, fue diputado provincial de Valladolid desde 1871, y en 1873 fue nombrado presidente de la Diputación, desempeñando el cargo hasta 1875, cuando fue reemplazado por Eleuterio Rueda Lorenzo. Ya comenzada la Restauración heredó de su progenitor la plaza de diputado a Cortes por Peñafiel al resultar electo en los comicios de comicios de 1876, aunque al contrario que su padre —de militancia liberal— Alonso Pesquera ejercería de cacique distrital desde las filas del Partido Conservador, albergando una ideología celosamente proteccionista. Renovó acta de diputado por el distrito de Peñafiel en las elecciones de 1879; mientras que en los comicios de 1881 y 1884 fue diputado por el distrito de Valladolid.
Falleció el 15 de febrero de 1887 en Madrid. Una calle de Valladolid, la calle de los Herradores, cambió su nombre al de calle de Alonso Pesquera en honor del político. Su muerte creó un vacío de liderazgo en las filas conservadoras vallisoletanas (este pasó a su hermano Teodosio, sobre el que se albergaban dudas acerca su aptitud), permitiendo afianzar a Germán Gamazo (liberal) a Valladolid como feudo personal.